# Марш на Вашингтон
Марш на Вашингтон за послове и слободу (обично познат као Марш на Вашингтон или Велики марш на Вашингтон) одржан је у Вашингтону 28. августа 1963. године. Циљ марша био је залагање за грађанска и економска права Афроамериканаца. На маршу је наступило неколико популарних певачица, укључујући Махалију Џексон и Маријан Андерсон, а многи лидери покрета одржали су говоре. Најзначајнији говор одржао је последњи говорник, др Мартин Лутер Кинг Млађи, који је стајао испред Линколновог споменика, док је држао свој историјски говор „Имам сан“ у којем је позвао на крај легализованом расизму и расној сегрегацији.
Марш су организовали Бајард Растин и А. Филип Рандолф, који су изградили савез организација за грађанска права, радничких и верских организација које су се окупиле под заставом „радна места и слобода“. Процене броја учесника варирале су од 200.000 до 300.000, али најчешће цитирана процена је 250.000 људи. Посматрачи су проценили да је 75–80% учесника марша били Афроамериканци. Марш је био један од највећих политичких скупова за људска права у историји Сједињених Држава. Волтер Ројтер, председник Уједињених аутомобилских радника, био је најинтелектуалнији и највише рангирани бели организатор марша.
Марш се приписује усвајању Закона о грађанским правима из 1964. године. Претходио је Покрету за право гласа у Селми, када је извештавање националних медија допринело усвајању Закона о правима гласа из 1965. године исте године.